# Oncideres voetii
Oncideres voetii là một loài bọ cánh cứng trong họ Cerambycidae.